# 애버츠퍼드 히트
| 애버츠퍼드 히트 | |
| 콘퍼런스        | 서부 콘퍼런스 (2009년~2014년) |
| 디비전          | 노스 디비전 (2009년~2011년) (2012년~2013년) 웨스트 디비전 (2011년~2012년) (2013년~2014년) |
| 설립연도        | 2009년 |
| 해체연도        | 2014년 |
| 역사            | 메인 매리너스 (1977년~1987년) 유티카 데블스 (1987년~1993년) 세인트존스 플레임스 (1993년~2003년) 오마하 아크사벤 나이츠 (2005년~2007년) 쿼드시티 플레임스 (2007년~2009년) 애버츠퍼드 히트 (2009년~2014년) 애디론댁 플레임스 (2014년~2015년) 스톡턴 히트 (2015년~현재) |
| 경기장          | 애버츠퍼드 센터 |
| 연고지          | 브리티시컬럼비아주 애버츠퍼드 |
| 상징색          | 하양, 빨강, 검정, 은 |
| 구단주          | |
| 단장            | |
| 감독            | |
| NHL 제휴        | |
| ECHL 제휴       | |
| 정규시즌 우승   | |
| 콘퍼런스 우승   | |
| 디비전 우승     | |
| 칼더 컵         | |
| 영구 결번       | |

애버츠퍼드 히트(Abbotsford Heat)는 캐나다 브리티시컬럼비아주 애버츠퍼드를 연고지로 하는 2009년부터 2014년까지 AHL 소속되었던 아이스 하키팀이다.
2014년 연고지를 뉴욕주 글렌즈 폴스 (애디론댁 플레임스)로 이전했다.

## 역대 홈경기장
| 애버츠퍼드 히트 |               |          |                               |      |
| 경기장          | 사용기간      | 수용인원 | 장소                          | 비고 |
| 애버츠퍼드 센터 | 2009년~2014년 | 7,000명  | 브리티시컬럼비아주 애버츠퍼드 | 빈칸 |